# Koncept operacij
Koncept operacij (kratice CONOPS, CONOPs ali ConOps) je dokument, ki opisuje značilnosti predlaganega sistema z vidika posameznika, ki bo uporabljal ta sistem. To se uporablja za komunikacijo kvantitativnih in kvalitativnih značilnosti sistemov za vse interesne skupine. CONOPS se pogosto uporabljajo v vojski, policiji, vladnih službah in drugih področjih. CONOPS se navadno razvije iz koncepta in je opis, kako seznam možnosti lahko uporabimo za doseganje želenih ciljev. 
Na področju skupnih vojaških operacij je CONOPS izjava (verbalna ali grafična), ki jasno in jedrnato izraža, kaj namerava poveljnik obrambnih sil doseči in kako bo to potekalo s pomočjo razpoložljivih virov .

## Opis
Koncept dokumentov operacij se lahko razvija na različne načine, vendar običajno vsebujejo iste vsebine. Na splošno CONOPS vključuje naslednje:: 
- Navedba ciljev in sistema.
- Strategije, taktike, politike in omejitve, ki vplivajo na sistem.
- Organizacije, dejavnosti in interakcije med udeleženci in sodelujočimi.
- Jasna izjava o odgovornosti in organi poveljevanja.
- Posebne operativne postopke.
- Postopki za začetek, razvoj, vzdrževanje in zaključek sistema/operacije.

V CONOPSu je potrebno opredeliti vloge vseh interesnih skupin, ki sodelujejo v celotnem procesu.